# Урмийская операция
Урмийская операция (январь — июнь 1915) — действия частей русского Азербайджанского отряда в районе озера Урмия в ходе Персидской кампании Первой мировой войны.

## Азербайджанское направление
Второстепенное Азербайджанское операционное направление находилось на крайнем левом фланге Кавказской армии и вело через Тавриз и Урмию на Равандуз и Мосул. Горы к юго-востоку от озера Ван отделяли это направление от основного фронта. В районе было мало удобных путей, и большинство из них были кружными.
Со времени интервенции 1909—1912 годов русские держали в Тавризе и Урмии большой отряд, который с началом войны был использован для прикрытия путей из Джульфы на Эривань и Елисаветполь. Чтобы не дать турецким агентам поднять против России воинственные племена курдов и шахсевенов, на северо-западе Иранского Азербайджана был сосредоточен отряд в составе 2-й Кавказской стрелковой бригады со 2-м Кавказским стрелковым артиллерийским дивизионом, 4-й Кавказской казачьей дивизии и ¾ батальона 27-й пограничной бригады. Всего 8 ¾ батальона пехоты, 24 сотни и 24 орудия.
Начальником Азербайджанского отряда был назначен генерал Ф. Г. Чернозубов. Ему ставилась задача наблюдать и обеспечивать направления Мосул — Равандуз — Тавриз и Ван — Урмия. Для этого войска заняли важнейшие пункты района: Тавриз, Хой, Дильман и Урмию, и выдвинули небольшие авангарды к Мераге, Соуч-Булагу и Маку. 
Первоначально отряд был подчинен 4-му Кавказскому армейскому корпусу генерала П. И. Огановского, но вследствие трудности управления частями, фронт которых растянулся на 400 км, и различия поставленных перед корпусом и отрядом задач, позднее был выделен в самостоятельную боевую единицу, подчиненную непосредственно командующему армией.
Постепенно, с небольшими боями, отряд продвигался на запад, тесня пограничные и жандармские части турок и курдов, и к декабрю заняв Котур, Башкале и Сарай.
До декабря 1914 на этом направлении происходили незначительные столкновения, но уже в ноябре турки начали проявлять активность в районе Равандуза, а в районе Вана появились части 37-й пехотной дивизии.

## Декабрьское отступление
15 (28) декабря командовавший Кавказской армией генерал А. З. Мышлаевский, бросив войска и спасаясь бегством в Тифлис из окруженного турками Сарыкамыша, отдал панический приказ 4-му Кавказскому корпусу отходить на русскую территорию, а отряду Чернозубова отступить к Джульфе. Генерал Огановский, войска которого не испытывали никакого давления со стороны противника, приказ проигнорировал, так как отступление подставило бы под удар фланг Сарыкамышской группы, но Чернозубов покинул занятый район и стянул отряд к Джульфе и Хою. Так как при поспешном отходе не удалось вполне эвакуировать склады, большое количество запасов было брошено или уничтожено.
Это отступление принесло немало вреда, так как часть курдов, видя слабость русских, перешла на сторону турок, и впоследствии пришлось затратить большие усилия для их подчинения.
Армянское и айсорское население районов Урмии и Дильмана, опасаясь расправы со стороны мусульман, в панике покидало города, толпы беженцев заполнили дорогу на север, что также мешало отступлению войск. 
Только 29 декабря (11 января) Чернозубов отдал приказ начальнику 2-й Кавказской стрелковой бригады генералу Ф. И. Назарбекову снова занять Хой. На следующий день русские без боя заняли город и выдвинули передовые части в сторону Котура и Дильмана. Остальные войска отошли к Джульфе. 
Турки небольшими отрядами заняли покинутые русскими города. 1 (14) января отряд добровольцев, пограничники и курдская конница вошли в Тавриз, и вскоре достигли Хоя. 

## Наступление русских
Вернувшись из Сарыкамыша, генерал Н. Н. Юденич приказал Чернозубову восстановить положение. После упорного трехдневного боя с турками и курдами 15 (28) января был взят Суфиан, на следующий день, также с боем, Забарлы, и 17-го (30-го) русские вошли в покинутый противником Тавриз. 
16 (29) февраля части Назарбекова, подкрепленные с фланга 1-м Полтавским казачьим полком и батальоном 8-го Кавказского стрелкового полка, выдвинутыми из Суфиана во фланг туркам, перешли в наступление и без боя заняли Дильман. 
На этих позициях отряд простоял до 10 (23) апреля.

## Турецкое наступление
В начале апреля в районе озера Ван были сосредоточены турецкие войска и в середине месяца 3-я Сводная и 37-я дивизии, входившие в корпус под командованием Халил-бея, вместе с курдской конницей вторглись на персидскую территорию и заняли Урмию, планируя действовать в направлении на Елисаветполь и Баку. В это время в тылу у турок началось Ванское восстание, и 5-ю дивизию, входившую в тот же корпус, пришлось бросить на его подавление
37-я дивизия заняла позицию в районе Башкалы, а Халил-бей с 3-й Сводной, жандармскими и пограничными частями (10—12 батальонов, 12 орудий, несколько тысяч курдов) 16 (29) апреля выбил русский отряд из Дильмана и начал его преследование. Назарбекову были спешно переброшены подкрепления, и 17 (30) апреля он занял позицию у Моганджика, в 6 км к северу от Дильмана, имея 8,5 батальонов, 12 орудий и 12 сотен. 
На рассвете 18 апреля (1 мая) турки начали наступление, стремясь охватить фланги отряда, провели 4 или 5 упорных атак, но были отбиты, потеряв до тысячи чел. убитыми. На следующий день Назарбеков сам намеревался перейти в наступление, но турки ночью спешно отступили. 
На усиление Азербайджанского отряда в середине мая из резерва армии была переброшена 4-я Кубанская пластунская бригада генерала М. М. Мудрого. 

## Рейд Шарпантье
Для обеспечения позиций Азербайджанского отряда и помощи с фланга частям 4-го Кавказского АК, наступавшего на Манцикерт, было решено провести масштабный кавалерийский рейд вокруг Урмийского озера и далее к озеру Ван. 9 (22) мая — 13 (26) июня конная группа генерала Н. Р. Шарпантье, выступив из Тавриза, обошла озеро, по пути взяв Миандоаб, Негеде и Урмию, затем отправилась на запад, достигла города Ван, после чего северным берегом озера Ван прошла к Адильджевазу. 
Войска Халил-бея, ставшего Халил-пашой, очистили район Урмии и поспешно отступили на запад, где остановились у Башкале. К 15 (28) мая Назарбеков сосредоточил там 10 батальонов, 12 орудий и 12 сотен и готовился на следующий день атаковать противника, но турки ночью скрытно снялись и ушли на запад через перевал. Назарбеков двинулся на юг, проблуждал больше недели в горах, населённых айсорами, и 2 (15) июня вернулся в Башкале, где получил приказ, как и почти все пехотные части Азербайджанского отряда, присоединиться к 4-му Кавказскому корпусу под Манцикертом.